# Trump Palace Condominiums
Le Trump Palace Condominiums est un gratte-ciel de New York. Il a été construit en 1991 et mesure 190 mètres pour cinquante-quatre étages.